# Opperste tafelmeester

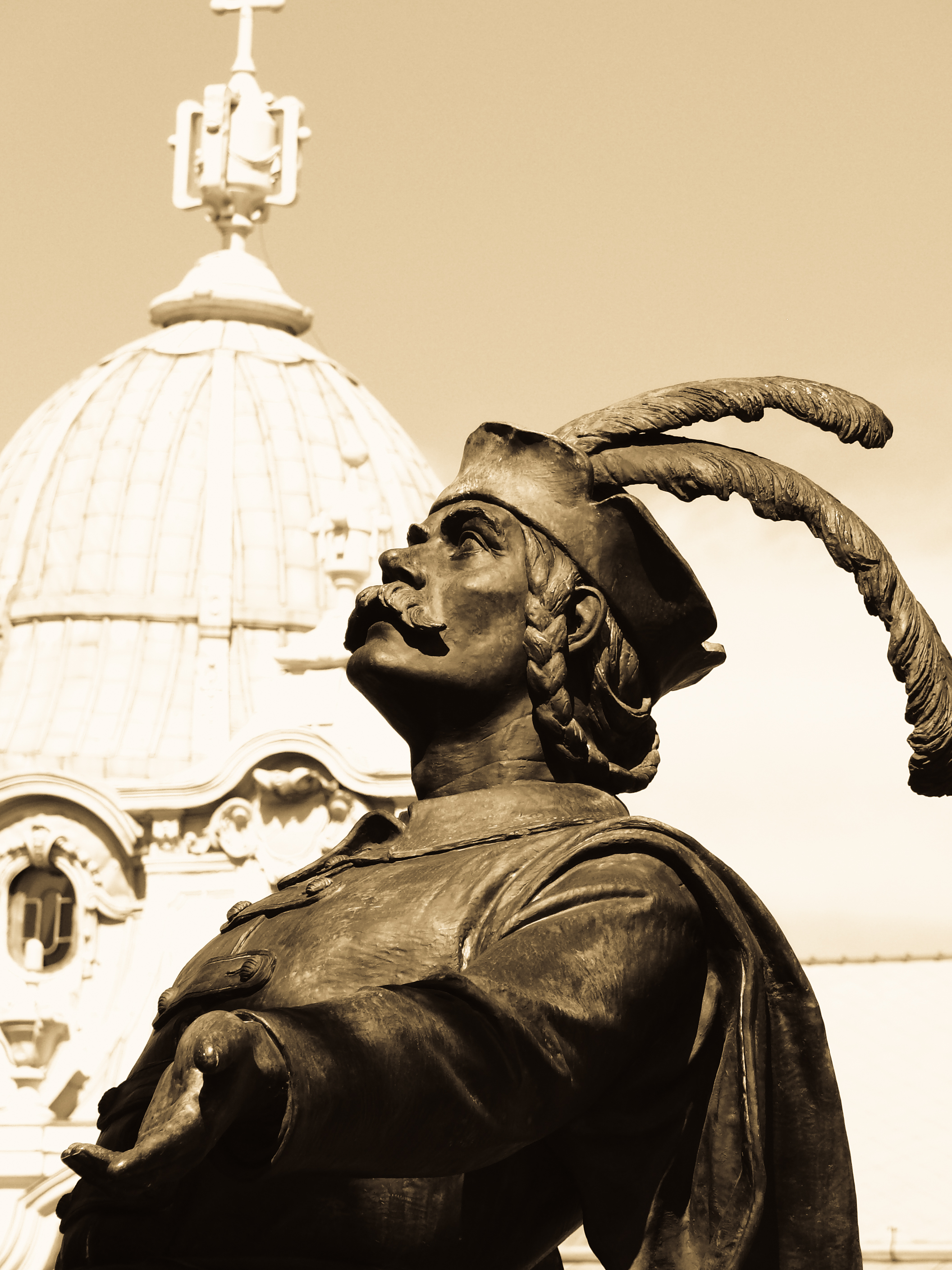
István Báthory afgebeeld in het Matthias Corvinus-monument in Cluj-Napoca. István Báthory was opperste tafelmeester vanaf 1458 en daarnaast ook opperste landrechter (1471-1493) en vojvoda van Zevenburgen (1479-1493).

De opperste tafelmeester (Hongaars: asztalnokmester of étekfogómester, Duits: Königlicher Obertruchsess, Latijn: dapiferorum regalium magistri of magister dapiferorum) was een hoge ambtenaar aan het koninklijke hof in het koninkrijk Hongarije. Hij behoorde tot de zogenaamde echte baronnen van het koninkrijk sinds ongeveer 1220. De functie bestond van de 13e tot de 16e eeuw.
De functie is te vergelijken met die van stolnik aan de hoven van Polen, Litouwen en Rusland.